# George Parsons
Pas d'image ? Cliquez ici

a Compétitions nationales et continentales officielles uniquement.

b Matchs officiels uniquement.
George Parsons, né le 21 avril 1926 à Newbridge et mort 24 novembre 2009, est un joueur gallois de rugby à XV et de rugby à XIII évoluant au poste de pilier à XV et deuxième ligne à XIII dans les années 1940 et 1950.
Débutant par le rugby à XV, il joue au Cardiff RFC puis au Abertillery RFC, il dispute également le Tournoi des Cinq Nations en 1947. En 1948, il devient professionnel en changeant de code pour le rugby à XIII en signant à St Helens RLFC (club où il est inscrit au temple de la renommée). Il reste dix années à St Helens avant de rejoindre Rochdale Hornets.